# سیون پیتلیک
سیون پیتلیک (دانمارکی: Simon Pytlick؛ زادهٔ ۱۱ دسامبر ۲۰۰۰) بازیکن هندبال اهل دانمارک است.